# Krasnaja Zvezda (allevamento)

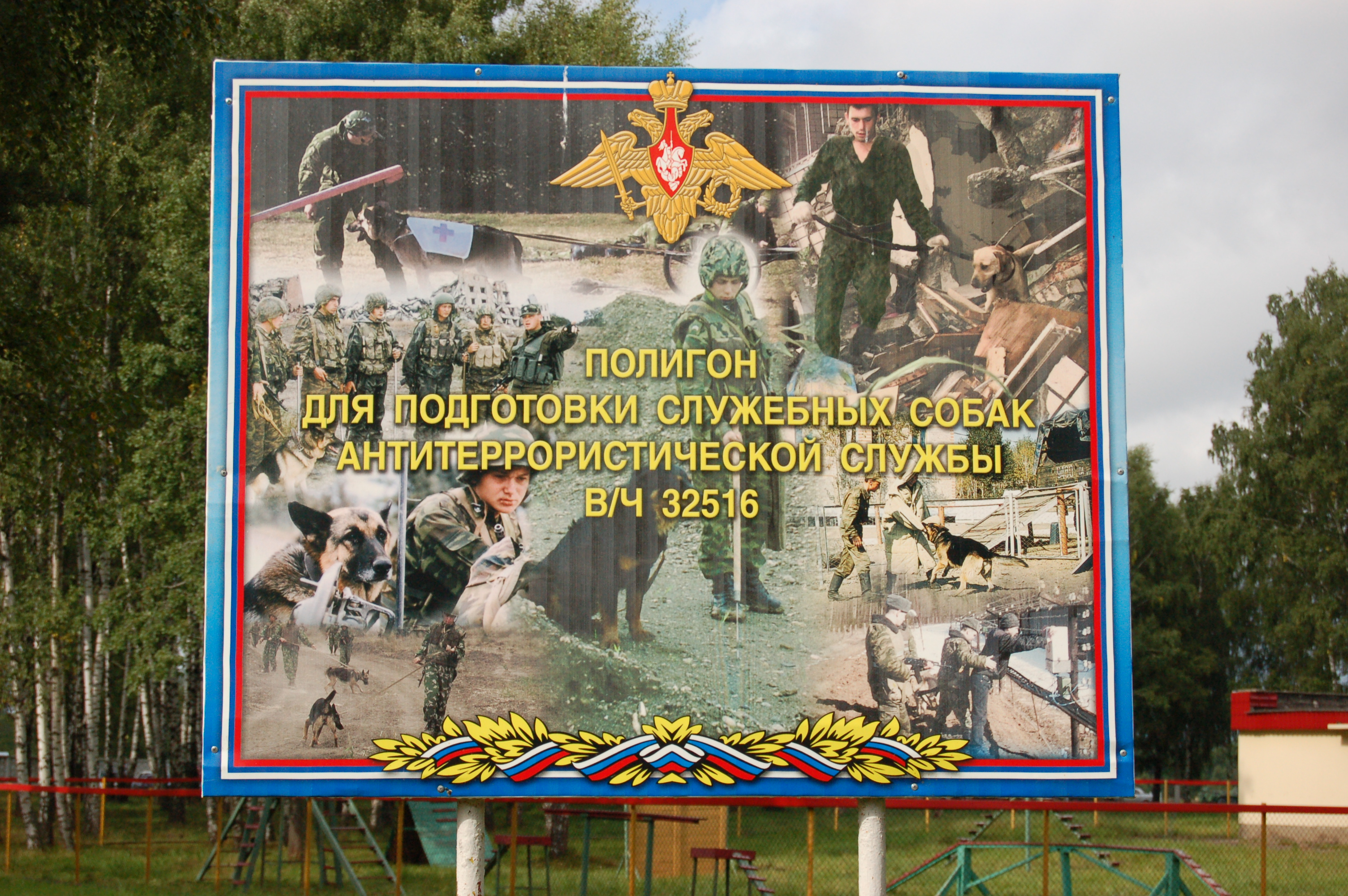
Stand unità militare 32516

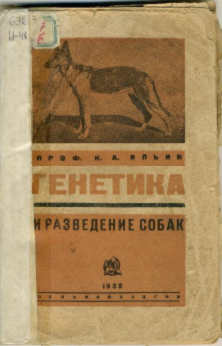
"Genetica e allevamento di cani" del professor Nikolaj Aleksandrovič Il'in.

L'allevamento Krasnaja Zvezda (in russo Красная Звезда?, lett. "Stella Rossa") o scuola centrale di addestramento e canile sperimentale di cani militari e sportivi è il più antico centro di allevamento di cani di utilità, il 470º Ordine della Stella Rossa, il centro metodico e cinologico di allevamento di cani da servizio delle Forze Armate RF, unità militare 32516. 
Situato nel villaggio di Knjaževo, distretto di Dmitrovskij nella regione di Mosca.

## Storia
La scuola centrale di addestramento e canile sperimentale di cani militari e sportivi è stata fondata nel 1924 (ordine RVS n. 1089 del 23 agosto 1924) con il compito di condurre esperimenti sull'uso dei cani in ambito militare.
Nel 1941 è stata ribattezzata Scuola Centrale Tecnico-Militare di Allevamento Cinofilo. L'organizzazione ha addestrato cani e guide nelle specialità: 
- sentinella,
- comunicazione,
- ricerca,
- sanitario,
- cane da guardia,
- anticarro,
- sabotaggio,
- cani d'intelligenza chimica,
- segnale aereo,
- da slitta,
- ricerca in miniera .

Durante la Seconda guerra mondiale, la scuola ha formato quasi 16 000 consiglieri, più di seimila ufficiali e sergenti. Formò due reggimenti autonomi, sei battaglioni autonomi, 28 compagnie e plotoni autonomi. Sono stati addestrati più di 33 000 cani.
Hanno lavorato in questa scuola formativa lo scienziato genetista Nikolaj Aleksandrovič Il'in, il generale maggiore G. P. Medvedev, A. P. Mazover, N. I. Bortnikov ed altri specialisti.

## Razze create
Dopo la guerra, nuove razze di cani di servizio furono create ed allevate nel canile del centro sulla base di cani da trofeo di razze diverse, tra cui:
- Cane da guardia di Mosca
- Moscow Water Dog o subacqueo di Mosca
- Cane da pastore dell'Europa orientale
- Terrier nero russo[3]

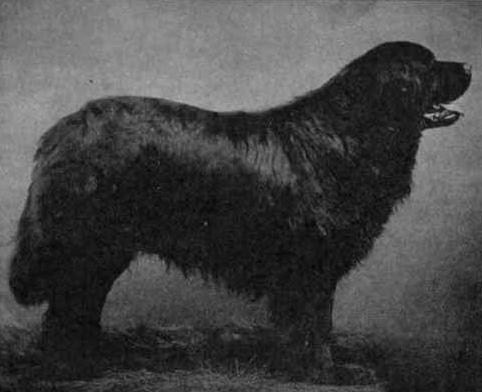
Un Terranova simile al Moscow Water Dog
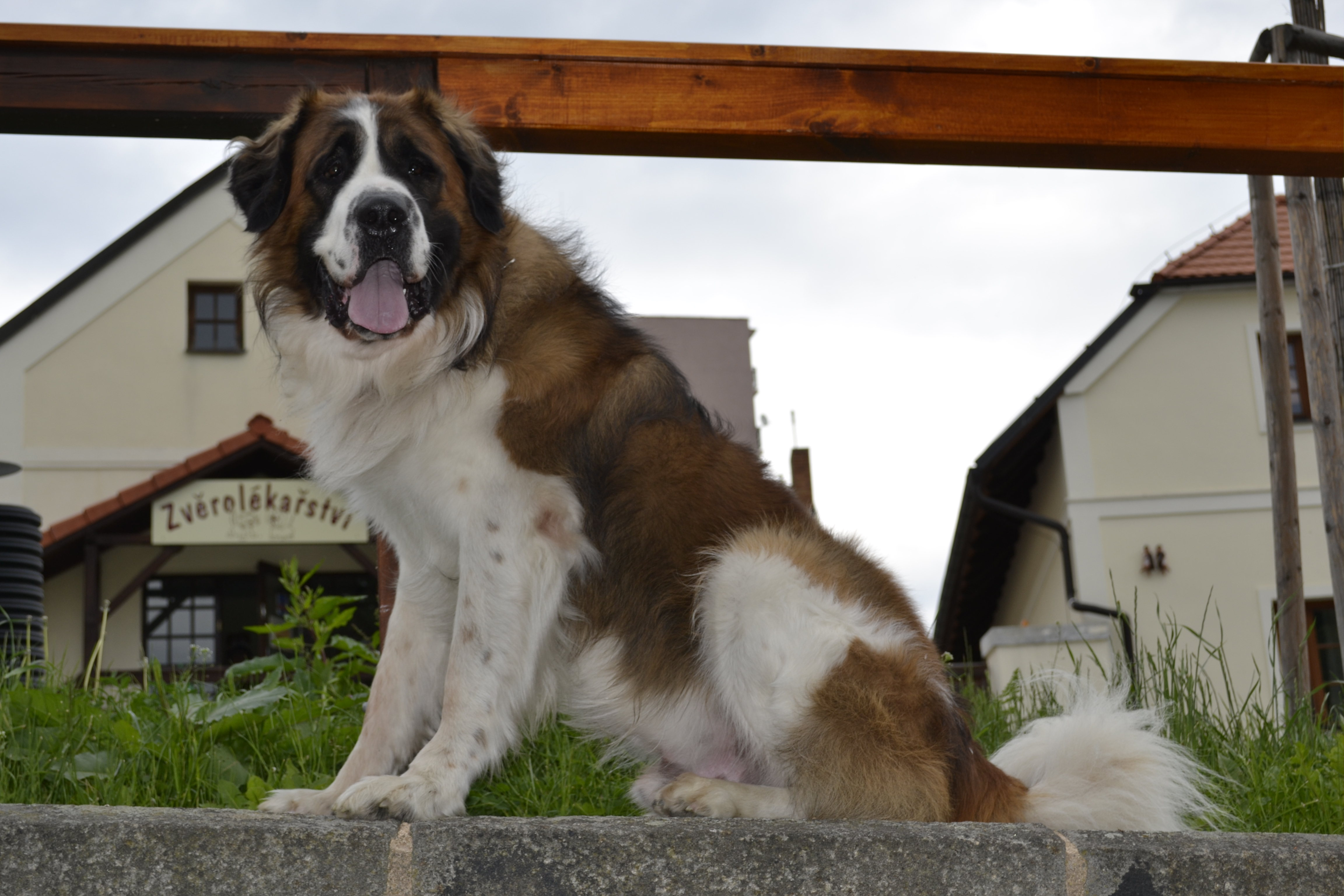
Cane da guardia di Mosca
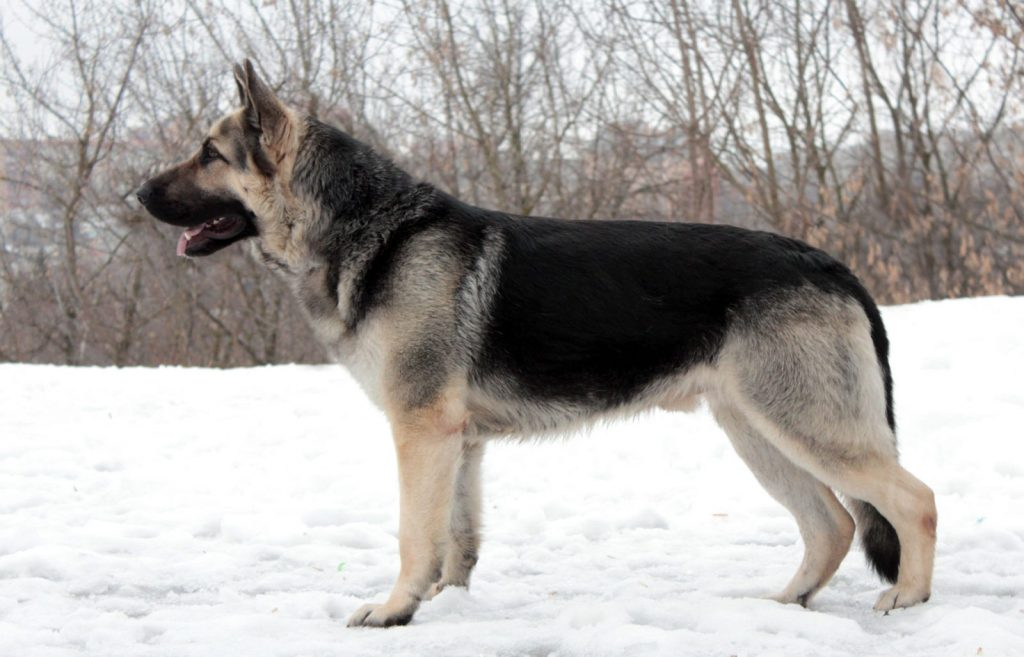
Cane da pastore dell'Europa orientale
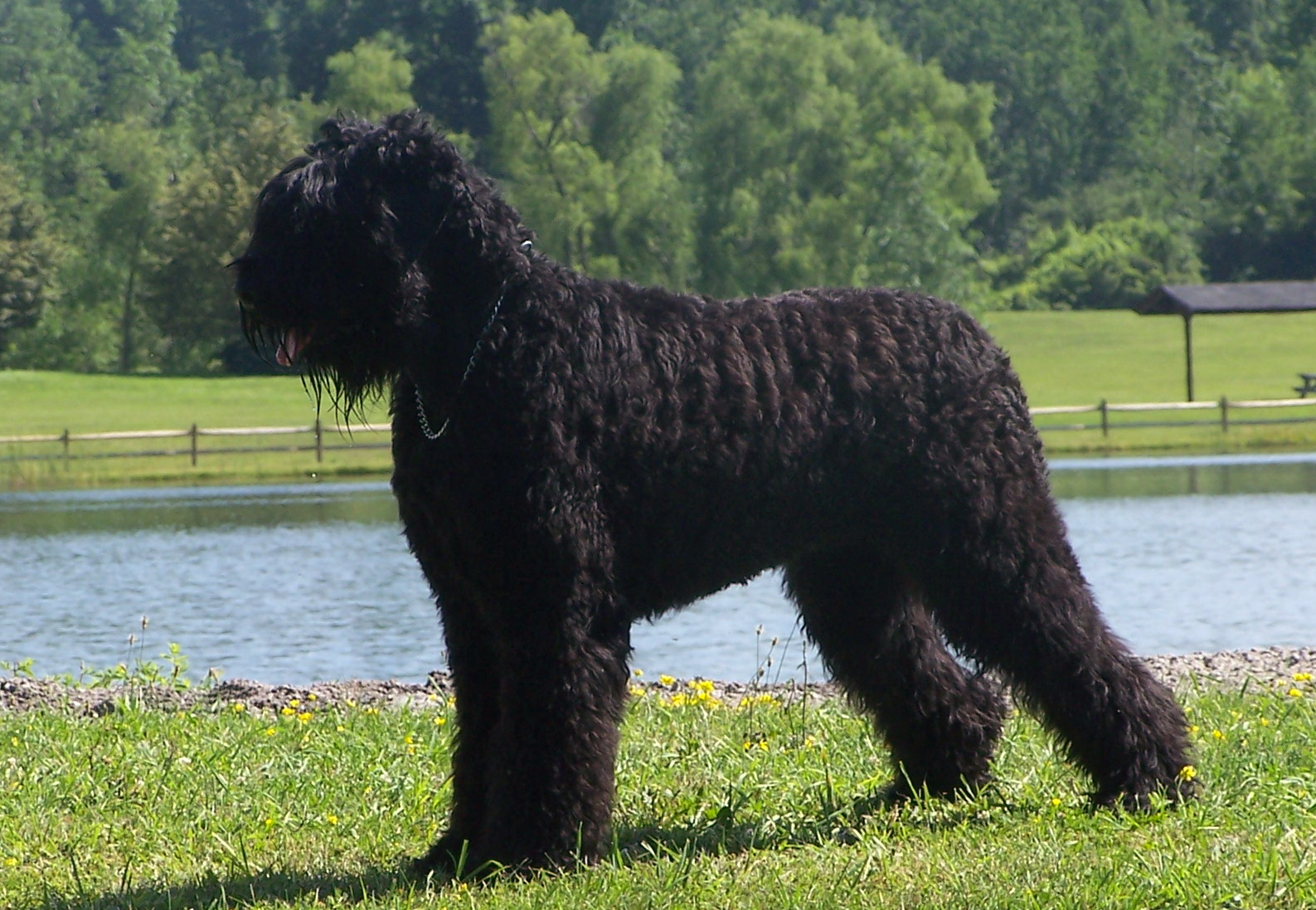
Terrier nero russo

Vengono addestrati circa 300 cani guida che, dopo un addestramento speciale, vengono inviati a varie unità militari.